# ايكسور
أيكسور هي شركة قابضة ، تأسست في هولندا وتسيطر عليها عائلة اجينيلي الإيطالية. يبلغ رأس المال حوالي 24 مليار دولار أمريكي،  مع تاريخ من الاستثمارات يمتد لأكثر من قرن. وتشمل أهم استثماراتها فيات كرايسلر للسيارات، بارتنر ، فيراري ، سي إن إتش الصناعية، يوفنتوس والإيكونومست . إنها 24 أكبر مجموعة في العالم ، وفقًا لقائمة فورتشن جلوبال 500 لعام 2019. 

## روابط خارجية
- الموقع الرسمي